# Hezingen
Hezingen is een, voornamelijk katholieke, buurtschap in de Twentse gemeente Tubbergen in de Nederlandse provincie Overijssel.
Hezingen ligt ten noordoosten van Vasse en wordt door middel van de Hooidijk met Vasse verbonden. Het ligt dicht bij de grens met Duitsland. Aan de andere kant van de grens, in de gemeente Halle bei Neuenhaus, ligt de gelijknamige buurtschap Hesingen.
Hezingen had in 2023 ongeveer 205 inwoners. De hoogte van het grondoppervlak varieert van 40 tot 75 meter boven NAP.

## Geschiedenis
De plaats Hezingen wordt voor het eerst genoemd in een oorkonde van 799, waarbij Oodhelm, zoon van Oodwerc, aan de door Liudger naar Wichmond (bij Zutphen) gebrachte relieken een aantal hoeven schenkt, onder meer een hoeve te 'Hasungen' (Hezingen) en een 'selihova' (zaalhoeve) in 'Manheri' (Mander), ‘in pago Norht Tueanti’. De zaalhoeve in Mander is mogelijk de opgegraven uitzonderlijke boerderij met sacrale ruimte die is gevonden bij archeologisch onderzoek ter hoogte van Vasse - De Steenbrei.
In de Middeleeuwen waren enkele hoeven in Hezingen eigendom van het klooster Werden aan de Ruhr bij Essen. In documenten van het richterambt Ootmarsum wordt de plaats veelvuldig vermeld, als Hesinge, Hesinghe en Hesinghen.
In 2019 is in het natuurgebied Springendal bij Hezingen door hobby-archeologen een aanzienlijk aantal vroegmiddeleeuwse munten en sieraden gevonden. Samen met archeologen van de Rijksdienst voor het Cultureel Erfgoed en de Vrije Universiteit van Amsterdam zijn hier tussen 2020 en 2021 drie opgravingen uitgevoerd. Hierbij zijn nog talloze vondsten gedaan die gedateerd kunnen worden tussen het eind van de zesde en begin van de achtste eeuw na Chr. Ter hoogte van een van de vondstconcentraties bleek sprake van een aantal palenrijen, waarvan door de archeologen wordt vermoed dat deze een offerplaats markeren. De verschillende vondstconcentraties bestaan onder meer uit gouden sieraden (waaronder bracteaat-achtige hangers) gouden munten (zogenaamde tremisses), zilveren munten (sceatta's) en fragmenten zilveren vaatwerk. Ter hoogte van vindplaats 2 is door Staatsbosbeheer een beeld van Wodan geplaatst.
Op 3 mei 2015 werden aan de Brandtorenweg in Hezingen een informatiepaneel en rustbank onthuld die herinneren aan geallieerde wapendroppings die aldaar in de Tweede Wereldoorlog plaatsvonden.

## Fotogalerij

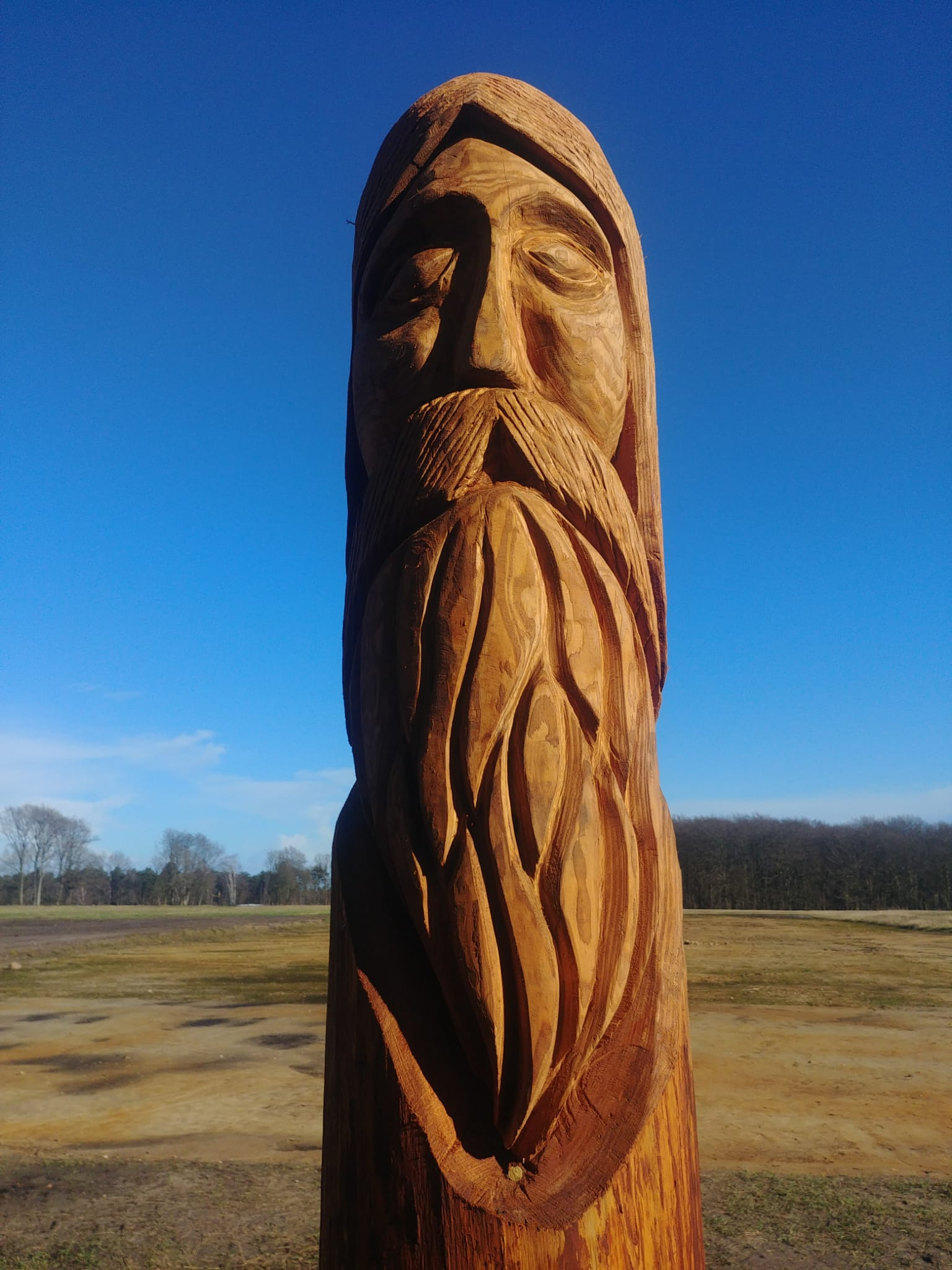
Kunstwerk op de archeologische vindplaats Hezingen-Springendal
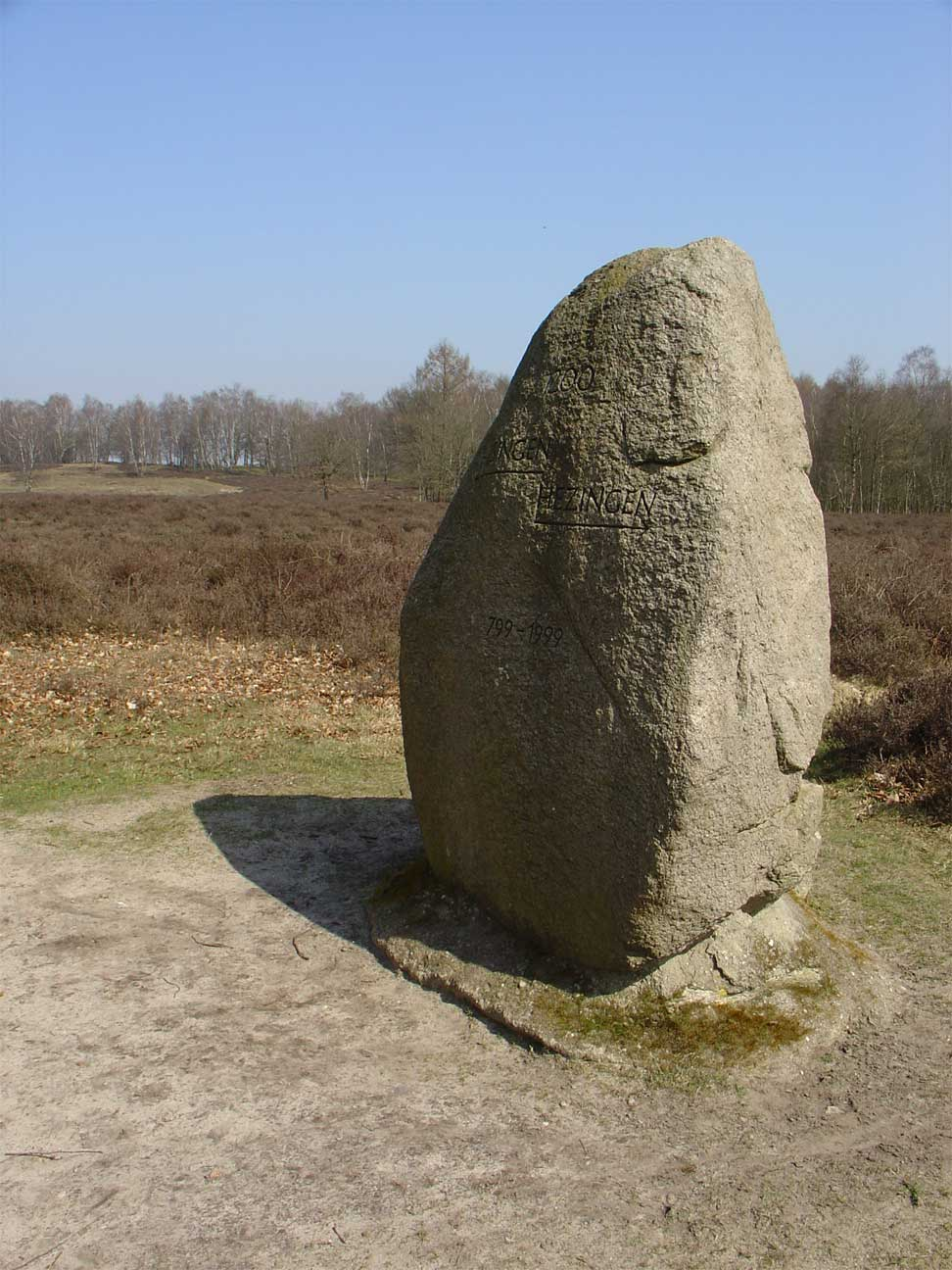
Grenssteen tussen Hesingen en Hezingen
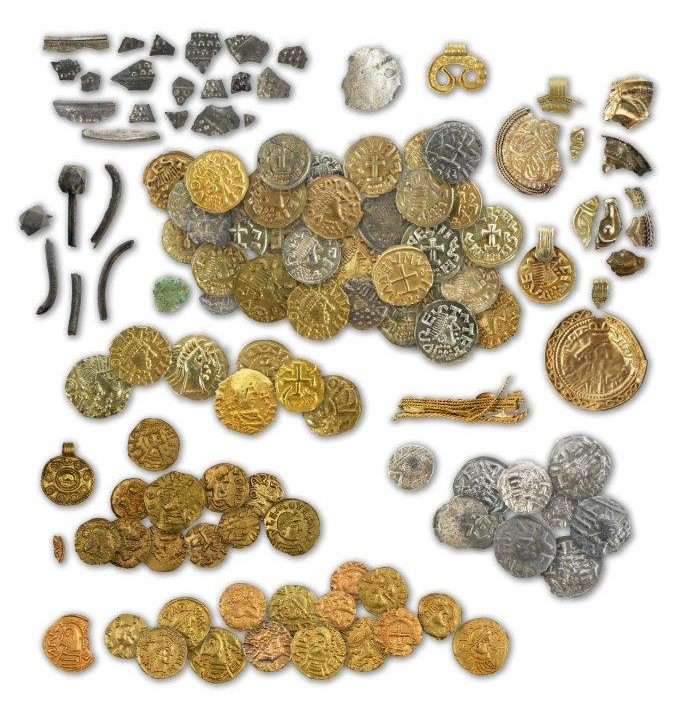
Selectie van de vondsten van de vindplaats Hezingen-Springendal